# Постструктурализм
Постструктурали́зм — условное обозначение философского направления и критического анализа культуры и общества, возникшего после упадка французского структурализма в начале 1970-х годов. Постструктурализм получил известность в 1980-е годы в США, а в 1990-е годы распространился в Европе. Во Франции термин, как правило, не использовался.
Возникновение постструктурализма связывают с политической нестабильностью конца 1960-х, разочарованием в науке и социальном прогрессе. Поэтому, несмотря на то, что сходные идеи ранее высказывали американские и немецкие философы, течение возникло во Франции.
Слово «постструктурализм» связано с названием другого философского течения — структурализма, из которого постструктурализм вырос и который он преодолевал. Помимо этого термина предлагались и другие — «антиструктурализм», «неоструктурализм», «параструктурализм», «гиперструктурализм», «ультраструктурализм», «суперструктурализм».
Ряд авторов считают, что постструктурализм существовал одновременно со структурализмом. В англоязычной литературе устоялось разделение на структурализм и постструктурализм, а во Франции термин «постструктурализм» использовался для обозначения неокантианских либеральных философов 1980-х годов. По одной из точек зрения, дихотомия структурализм — постструктурализм упрощённо противопоставляет сциентистский структурализм спекулятивному постструктурализму как более поздней критической реакции на первое течение. В то же время термин «постструктурализм» можно понимать как указание и на разрыв, и на преемственность.
Ниже представлена схема современного исследователя Йоханнеса Ангермюллера:
| Обобщенное название                           | Структурализм | Постструктурализм                                                                                                | Постструктурализм |
| Пик дискуссий                                 | Франция, 1960—70-е годы (примерно)                                                                                                  | США, 1970—80-е годы (примерно)                                                                                   | Германия, с середины 1990-х годов |
| Господствующие интеллектуальные течения       | Структурализм, марксизм, психоанализ                                                                                                | «Высокая» теория (прежде всего) Йельской школы, «Низкая» теория — Cultural Studies                               | Радикальный (когнитивный) конструктивизм (особенно в Германии), деконструкция, «культурализм»                                                     |
| Основные представители                        | М. Фуко, Ж. Лакан, Л. Альтюссер, Р. Барт, К. Леви-Стросс, Ж. Делёз, Ж. Деррида, Ж. Бодрийяр, Ю. Кристева, Ж. Ф. Лиотар, М. де Серто | П. де Ман, Дж. Батлер, Э. Саид, Г. Спивак, Ф. Джеймисон, Х. Бхабха                                               | С. Жижек, Э. Лакло, Ш. Муфф, Дж. Агамбен, А. Негри, Ж. Рансьер, А. Бадью, (возможно) Н. Луман                                                     |
| Воображаемый оппонент («Воображаемый Другой») | Гуманизм | Европейская эпоха модерна (модернити), эссенциализм, бинарное мышление                                           | «Старая европейская теория», «Старая Европа» (Alteuropa), субъективизм и объективизм XIX века, автономный субъект, «контейнерная модель общества» |
| Ведущая наука                                 | Лингвистика | Англоязычная (в основном) литературная критика                                                                   | исследования культуры (cultural studies), когнитивные науки, политическая теория и политическая философия                                         |
| Затронутые дисциплины                         | Расцвет гуманитарных наук, против философии                                                                                         | Гуманитарные дисциплины; часть антропологии, истории, географии, но не социальные науки, лингвистика и философия | Новые области гуманитарных и социальных наук, против традиционных филологии и историзма (Geisteswissenschaften)                                   |

К представителям постструктурализма относят Э. Морена, Ж. Бодрийяра, Ж. Делёза, Ф. Гваттари, Ф. Лаку-Лабарта, Ж.-Л. Нанси, С. Кофман, Ж. Деррида, Р. Барта, Ю. Кристеву, Ж. Лакана, Э. Сиксу, Р. Жирара (Франция), Дж. Батлер, К. Акер (США), Дж. Агамбена, Дж. Ваттимо (Италия), Х. Блюменберга (Германия), Ш. Муфф, Л. Иригарай (Бельгия) и др.
Постструктуралисты обвиняли своих предшественников в догматичности. Они признавали существование структур, но были уверены в их децентрированности и в том, что «главное в структуре — то, что выводит за её пределы».
Постструктурализм иногда рассматривается как философская основа постмодернизма.
А. Я. Гуревич обращает внимание на то, что представители постмодернизма в исторической науке, давая определение новому течению, используют по отношению к нему и другие термины, такие как постструктурализм или лингвистический поворот. Все эти определения, так или иначе, отражают отказ от прежней исторической традиции, ряд положений которой представители нового направления просто не признают. По мнению А. Я. Гуревича, такие решительные шаги и революции в науке чаще всего неоправданны. Вместе с тем, как считает учёный, нельзя «отрицать тот факт, что постмодернистская критика историографии обнаружила действительные слабости в методологии историков»: 
Исторический источник вовсе не обладает той "прозрачностью", которая дала бы исследователю возможность без особых затруднений приблизиться к постижению прошлого. Сочинение историка действительно подчиняется требованиям поэтики и риторики, представляя собою литературный текст с присущими ему сюжетом и "интригой", и опасность здесь заключается в том, что историки, как правило, не замечают этой близости между историческим и художественным дискурсами и поэтому не делают должных выводов. Метафоричность языка историков (у которых нет собственного профессионального языка) сплошь и рядом приводит к реификации понятий, которым придают самостоятельное бытие.

## Комментарии
1. ↑  "...Французский постструктурализм, если он вообще когда-либо существовал, начинает казаться устаревшим", - замечает в 2009 году Vincent Lloyd[англ.] .
2. ↑  Термин обозначает традиционные социологические теории, которые, во-первых, описывали общество в целом и, во-вторых, рассматривали общества отдельно друг от друга (до эпохи глобализации).